# Eduardo Melani Rocha
Eduardo Melani Rocha – brazylijski okulista, profesor tytularny Universidade de São Paulo.

## Życiorys
Studia medyczne ukończył na Universidade Estadual de Campinas (Unicamp) w 1991, gdzie następnie odbył staż rezydencki (1992–1995). W okresie 1995–1997 odbył staż badawczy w amerykańskim Schepens Eye Research Institute (Harvard Medical School). Doktoryzował się na macierzystej uczelni w roku 2000 na podstawie pracy pt. Sinalização da insulina em glândulas lacrimais e salivares e em superfície ocular. 
Od 2003 pracuje na Universidade de São Paulo, gdzie w 2007 uzyskał habilitację (tytuł rozprawy: Ação dos hormônios na estrutura e secreção das glândulas lacrimais: relevância para disfunção lacrimal e superfície ocular), awansował na stanowisko profesora i pełni funkcję szefa Katedry Okulistyki, Otorynolaryngologii, Chirurgii Głowy i Szyi (port. Departamento de Oftalmologia, Otorrinolaringologia e Crirugia de Cabeça e Pescoço). W 2011 ukończył staż podoktorski w amerykańskim NIH dotyczący zastosowań terapii genowej w schorzeniach gruczołów łzowych i powierzchni oka.
W pracy badawczej i klinicznej specjalizuje się w takich zagadnieniach jak: gruczoły łzowe, powierzchnia oka, zespół suchego oka, aspekty okulistyczne zaburzeń hormonalnych, terapia genowa w okulistyce oraz zespół Sjögrena.
Od stycznia 2017 jest redaktorem naczelnym czasopisma „Arquivos Brasileiros de Oftalmologia”. Swoje prace publikował m.in. w „Investigative Ophthalmology & Visual Science”, „British Journal of Ophthalmology”, „Experimental Eye Research”, „The Ocular Surface”, „European Journal of Ophthalmology” oraz „Current Eye Research”.
Należy m.in. do Association for Research in Vision and Ophthalmology (ARVO), Tear Film & Ocular Surface Society (TFOS) oraz Conselho Brasileiro de Oftalmologia (CBO).